# 俏妞報到 (第二季)
《俏妞報到》第二季（英語：New Girl Season 2）由伊莉莎白·梅莉薇瑟開創，在2012年9月25日至2013年5月14日間於FOX首播，全季共25集。故事著眼於年輕人的兩性議題，講述古靈精怪的潔絲，在和尼克、施密特與溫斯頓成為室友後，與閨蜜西西等五人展開探索群集單身生活之戀愛與職涯成長的生活趣事。
本季於2012年4月9日獲得24集續訂，並在2013年3月4日續訂第3季。

## 演員陣容

### 主要演員
- 柔伊·黛絲香奈 飾演 “潔絲”卡·克里斯多佛·戴伊
- 傑克·約翰森 飾演 “尼克”拉斯·米勒
- 麥斯·格林菲爾德 飾演 施密特
- 雷默恩·莫里斯（英语：Lamorne Morris） 飾演 溫斯頓·畢夏普
- 漢娜·席夢 飾演 “西西”莉雅·帕雷克

### 常設演員
- 羅伯·雷納 飾演 鮑伯·戴伊
- 卡拉·古奇諾 飾演 艾瑪
- 大衛·瓦爾頓 飾演 山姆·史威尼
- 尼爾森·富蘭克林（英语：Nelson Franklin） 飾演 羅比·麥克費林
- 奧利維亞·穆恩 飾演 安琪
- 丹尼斯·法瑞那（英语：Dennis Farina） 飾演 華特·米勒
- 梅里特·韦弗 飾演 伊莉莎白
- 布蘭達·宋 飾演 黛西
- 薩提亞·巴巴（英语：Satya Bhabha） 飾演 許弗朗
- 瓊恩·黛安·拉斐爾（英语：June Diane Raphael） 飾演 莎蒂
- 史提夫·阿吉（英语：Steve Agee） 飾演 戴夫
- 凱莉·浩克（英语：Kali Hawk） 飾演 雪兒碧
- 蕾貝卡·里德 飾演 娜蒂雅
- 拉爾夫·安 飾演 川恩

## 集數
| 總集數 | 集數 （季） | 標題                            | 導演              | 編劇                                             | 首播日期       | 製作 代碼 | 美國收視人數 （百萬） |
| --- | ----------- | ------------------------------- | ----------------- | ------------------------------------------------ | -------------- | --------- | --------------------- |
| 25 | 1           | 重新啟動 Re-Launch              | 史蒂夫·平克       | 凱·卡農                                          | 2012年9月25日  | 2ATM01    | 5.35                  |
| 潔絲遭到裁員，這讓她心情低落。施密特的下體終於恢復健康與自由，於是他決定舉辦一個派對來慶祝此事，而失業的潔絲獲得了於施密特派對上擔任酒促女孩的工作。西西帶著新男友羅比來到施密特的派對，這讓施密特非常不解西西為何會與羅比交往，同時西西與施密特是不可能復合的，而要施密特學會放下。潔絲試著將酒促女孩的工作做好，但她隨後發現自己並不想要當酒促女孩，因為她的夢想是擔任一名教師。 客串：帕可兒·波茜 飾演 凱西、拉琪兒·哈里斯 飾演 譚雅·拉夢塔恩、尼爾森·富蘭克林 飾演 羅比 |             |                                 |                   |                                                  |                |           |                       |
| 26 | 2           | 凱蒂 Katie                      | 賴瑞·查爾斯       | 伊莉莎白·梅莉薇瑟                                | 2012年9月25日  | 2ATM02    | 5.18                  |
| 失業的潔絲開始在家裡忙碌了起來，為了讓潔絲能夠緩些，尼克鼓勵潔絲重返情場。潔絲對啤酒送貨員安迪一見鍾情，而要尼克幫自己要電話，此時，帥氣的山姆誤認潔絲為網友凱蒂，而潔絲決定藉此與山姆搭上線。尼克在酒吧遇見自稱是來自未來的老尼克，而老尼克似乎猜中了尼克內心所想。潔絲和山姆度過了激情的一夜，而潔絲決定繼續扮演凱蒂，然而這時尼克已經幫助潔絲和安迪搭上線，這讓潔絲不知所措。施密特對溫斯頓的姐姐艾莉莎勢在必得，這讓溫斯頓與溫斯頓的母親夏嫚相當驚恐又無言。就在潔絲準備與安迪進行第一次約會時，她卻發現尼克並非幫自己與安迪搭上線，而是撮合了她與安迪的同事熊爪，這讓潔絲相當傻眼。潔絲對熊爪謊稱自己發燒生病，卻跑到酒吧廁所準備與山姆做愛，結果卻意外被安迪與熊爪發現，這使情況陷入混亂。最後，尼克發現老尼克其實是個失智老人，但他還是從老尼克那獲得了體悟，並為潔絲調了一杯酒，希望潔絲可以原諒自己未來可能會對潔絲犯下的過錯，而潔絲與山姆也決定拋開說謊事件，展開全新的砲友關係。 客串：大衛·瓦爾頓 飾演 山姆、安娜·瑪麗亞·霍斯福德 飾演 夏嫚、喬許·布拉藤 飾演 安迪、姬妮雅·希爾 飾演 艾莉莎、雷蒙德·J·巴里 飾演 老尼克、喬許·蓋德 飾演 熊爪 |             |                                 |                   |                                                  |                |           |                       |
| 27 | 3           | 親密？關係！ Fluffer            | 弗瑞德·高斯       | J·J·菲爾濱                                       | 2012年10月2日  | 2ATM04    | 4.99                  |
| 潔絲無法做到性、愛分離，因此室友們決定幫助潔絲。施密特喬裝自己是米特·羅姆尼的兒子，並因此吸引了美女們的目光。溫斯頓與雪兒碧許久未發生關係，這讓溫斯頓開始精神出軌。尼克事事幫助潔絲，而溫斯頓提醒尼克不得做潔絲的「事前男友」，這讓尼克決定開始拒絕潔絲，不願替潔絲與山姆預熱。施密特的假身分遭到拆穿，而自幼便遭到父親拋棄的他，多少沉浸在當羅姆尼兒子的氛圍中，而西西鼓勵施密特主動與父親連絡以化解心結。潔絲詢問了山姆意見，才意識到男女之間的界線有別，而尼克在受溫斯頓影響並與潔絲爭吵過後，他了解到自己與潔絲的關係，並不需要由他人定義與指點。 客串：大衛·瓦爾頓 飾演 山姆、凱莉·浩克 飾演 雪兒碧、塔瑞安·紹森 飾演 梅根、瑞貝卡·德爾加多·史密斯 飾演 柯特妮、愛麗莎·阿德桑密利 飾演 艾波、史蒂芬·透納 飾演 門僮、塔莉娜·龐西 飾演 女服務生 |             |                                 |                   |                                                  |                |           |                       |
| 28 | 4           | 新鄰居報到 Neighbors            | 史蒂夫·平克       | 柏克里·強森                                      | 2012年10月9日  | 2ATM03    | 4.94                  |
| 潔絲在快餐店工作之餘，整天看電視，模仿舊影集中的人物，這讓室友們受不了。潔絲家隔壁搬來了四名年輕人，而施密特試圖融入他們好證明自己也是年輕人，但新鄰居們卻反而更愛潔絲。尼克決定開始惡整施密特，卻不知不覺花費超支，而溫斯頓感受到人生苦短，而決定為自己爭取更好的職位。當施密特意識到自己不受新鄰居的歡迎後，他拜託潔絲幫助自己，而潔絲隨後發覺到其實自己與人生尚在漂泊的新鄰居們的思想格格不入，這讓她決定做出可能傷及與新鄰居們的關係，以繼續努力追求自己的人生。 未登場：漢娜·席夢 飾演 西西 客串：查利·薩克斯頓 飾演 查茲 |             |                                 |                   |                                                  |                |           |                       |
| 29 | 5           | 代打名模 Models                 | 艾瑞克·艾普爾     | 賈許·梅爾穆                                      | 2012年10月23日 | 2ATM05    | 5.16                  |
| 施密特想到尼克便買了餅乾給尼克吃，然而尼克卻對施密特此舉感到疑惑，更表明自己不曾想過施密特，這讓施密特對與尼克的友情感到極度的失望。西西的生日到來，卻因隔天有工作而不能品嚐潔絲親手做的生日蛋糕，這讓潔絲相當失望。潔絲與西西的模特兒朋友們參加了西西的生日派對，然而娜蒂雅一直拿潔絲當樂子而讓潔絲不開心，同時，一直無法理解模特兒工作的潔絲和西西大吵了一架，更互相打了對方的胸部。溫斯頓認為尼克一直以來都不是會關心朋友的人，這讓尼克相當無解，而尼克亦認為自己不配被施密特如此關心著。潔絲得知西西宿醉後，決定擔任西西的「代打模特兒」，這才讓潔絲了解到模特兒工作的艱辛，同時也意識到彼此友情的可貴。 客串：蕾貝卡·里德 飾演 娜蒂雅、傑森·安通 飾演 展場工作人員、詹姆斯·邁克爾·康納 飾演 蓋瑞、羅伯特·萊奈斯 飾演 業務經理 |             |                                 |                   |                                                  |                |           |                       |
| 30 | 6           | 萬聖節 Halloween                | 潔西·佩瑞茲       | 大衛·艾瑟森                                      | 2012年10月30日 | 2ATM06    | 4.75                  |
| 潔絲發現山姆原來是個兒科醫師，這讓她對山姆的好感逐漸升溫。尼克大學時期暗戀的對象艾米莉亞來到洛杉磯出差，並與尼克燃起愛火，但尼克卻發現和艾米莉亞在一起的真實感與他所幻想的有所出入。溫斯頓與雪兒碧的關係漸漸冷卻，而兩人最終和平分手。施密特試著想要介入西西與羅比之間，但羅比大方的態度讓施密特有所體悟。潔絲最終向山姆告白，但山姆更嚮往隨性的關係。 客串：瑪莉亞·賽耶 飾演 艾米莉亞、凱莉·浩克 飾演 雪兒碧、尼爾森·富蘭克林 飾演 羅比、內特·赫特利 飾演 科學怪人、佐伊·霍爾 飾演 鬼護士、大衛·瓦爾頓 飾演 山姆 |             |                                 |                   |                                                  |                |           |                       |
| 31 | 7           | 脾氣問題 Menzies                | 傑森·威奈勒       | 金·羅森史塔克                                    | 2012年11月13日 | 2ATM07    | 4.35                  |
| 潔絲成為室友們中最窮的一人，而施密特決定在潔絲繳得出瓦斯費之前，將瓦斯斷開，這讓正經歷經期的潔絲相當不悅而威脅施密特與溫斯頓。尼克不願承認自己的脾氣暴躁，而他在公園內意外遇見了能夠緩解與發洩自己心情的川恩。羅比認為西西是個善良的女孩，這讓西西無法接受，正當她準備背著羅比與施密特發生關係，好證明自己是壞女孩時，她卻開始對羅比產生愧疚感，這讓意外發現自己有著善良個性的西西感到又驚又喜。施密特與上司艾瑪之間充滿著激情電流，而施密特決定簽下協議，打算與艾瑪展開激情情事，然而他卻發現艾瑪似乎是個新手。潔絲在面試時憶起過往的回憶而崩潰，導致面試並不順利，但在尼克的鼓勵下，潔絲意識到自己在過去的幾個月中似乎並未全力以赴，因此她決定努力獲得教師工作。溫斯頓懷疑自己有假月經，但事實證明這一切都是他想念雪兒碧所致。 客串：卡拉·古奇諾 飾演 艾瑪、尼爾森·富蘭克林 飾演 羅比、莫莉·奇克 飾演 梅莉昂 |             |                                 |                   |                                                  |                |           |                       |
| 32 | 8           | 感恩節大餐 Parents              | 潔西·佩瑞茲       | 萊恩·許                                          | 2012年11月20日 | 2ATM08    | 4.11                  |
| 感恩節到來，潔絲假裝支開父母的拜訪時間，實則刻意讓兩人重逢，好撮合兩人再次復合。施密特的堂哥到來，而兩人為了爭奪「施密特」這個名字而進行各種比拚。潔絲要尼克勾引母親瓊恩，好讓父親鮑伯吃醋，然而鮑伯看穿潔絲又在施行「《天生一對》計畫」，這讓潔絲不得不作罷，結果尼克卻不願罷手，讓事件一發不可收拾。瓊恩與鮑伯再次燃起激情之火而在廁所發生關係，這讓潔絲燃起了父母復合的希望，但瓊恩與鮑伯只不過是想要享受激情，而並不想產生認真的情感，這使潔絲再次失望。西西要潔絲學會放手，而瓊恩亦要潔絲了解自己其實一直都有著一個家。 客串：潔美·李·寇蒂斯 飾演 瓊恩、羅伯·里戈爾 飾演 大施密特、羅伯·雷納 飾演 鮑伯·戴伊 |             |                                 |                   |                                                  |                |           |                       |
| 33 | 9           | 卵子健康 Eggs                   | 尼爾·布倫南       | 凱·卡農                                          | 2012年11月27日 | 2ATM09    | 4.12                  |
| 潔絲擔心自己的卵子健康，因此拉著西西來向莎蒂問診。施密特一直無法滿足艾瑪的性需求，這讓施密特相當挫折。相比其他室友，一事無成的尼克決定完成他擱置多年未完成的殭屍小說。檢查結果顯示，潔絲的卵子相當健康，然而西西卵子的壽命卻似乎不長，這讓西西感到心情低落，而羅比亦尚未有養育孩子的想法。施密特用盡各種方法都無法取悅艾瑪，這讓艾瑪了解到和施密特發生沒有情感的關係是無法讓她忘卻離婚並獲得快樂，同時，施密特在艾瑪的提點下，他意識到自己其實“愛”上了西西。 客串：卡拉·古奇諾 飾演 艾瑪、尼爾森·富蘭克林 飾演 羅比、瓊恩·黛安·拉斐爾 飾演 莎蒂、凱·卡農 飾演 梅莉莎 |             |                                 |                   |                                                  |                |           |                       |
| 34 | 10          | 浴缸 Bathtub                    | 翠瑞斯瑞曼·雪比羅 | 湯尼克·卡瑞                                      | 2012年12月4日  | 2ATM10    | 4.10                  |
| 潔絲想要買個浴缸，但尼克與施密特反對了潔絲的提議，而表面反對的溫斯頓私下與潔絲協議，決定暗中購入浴缸。尼克對顧客安琪有意思，但他卻不敢主動向安琪表示。西西因羅比尚未有養育小孩的打算，而決定和羅比分手，這讓施密特有了機會追回西西。潔絲和溫斯頓將浴缸藏在天台，然而浴缸因過重而砸下至施密特的房間，導致施密特的西裝遭受波及，慌張的潔絲與溫斯頓決定假裝公寓遭竊。施密特追回了西西，並以結婚育子為目標復合，然而施密特為了把握住升職機會而錯過了與西西的約會，這讓西西決定接受母親為自己與印度人安排的相親。由於說謊緣故，溫斯頓產生了恐慌症，為了安撫溫斯頓，潔絲說出自己患有幽閉恐懼症，並將自己關進更衣間來向溫斯頓證明，結果卻不小心將自己鎖在更衣間。 客串：卡拉·古奇諾 飾演 艾瑪、傑夫·科伯 飾演 雷米、克雷格·格利斯 飾演 麥克、奧利維亞·穆恩 飾演 安琪 |             |                                 |                   |                                                  |                |           |                       |
| 35 | 11          | 聖誕老公公 Santa                | 克雷格·澤斯克     | 拉夫·羅克                                        | 2012年12月11日 | 2ATM11    | 4.18                  |
| 聖誕節到來，潔絲一行人展開聖誕跑趴行動，然而潔絲卻遇上了山姆，這讓潔絲相當慌張。尼克相當期待與安琪的第一次，但安琪大膽的舉止讓尼克飽受驚嚇，使得尼克搞砸了兩人的關係。山姆打算追回潔絲，但潔絲不願相信山姆，深怕自己再度受傷。西西希望可以和施密特保持朋友關係，並感謝施密特對自己的愛，但施密特仍無法諒解拋棄自己的西西。潔絲在警察的提點下，確認自己內心所想，並決定相信山姆的真心。 客串：大衛·瓦爾頓 飾演 山姆、奧利維亞·穆恩 飾演 安琪 |             |                                 |                   |                                                  |                |           |                       |
| 36 | 12          | 小木屋 Cabin                    | 亞利克·柏格       | J·J·菲爾濱                                       | 2013年1月8日   | 2ATM12    | 3.78                  |
| 潔絲邀請尼克與安琪一同和山姆前往小木屋度假，目的是希望有尼克的陪伴並在背後支持她。施密特發現和黑人相處的溫斯頓就像顆閃耀的星星，因此他決定激發溫斯頓內心真正黑人的一面。在苦艾酒下肚後，潔絲等四人進入迷茫狀態，殊不知，安琪誤以為這次的旅行是「交換伴侶」之行，而引起了紛亂。溫斯頓刻意惡整施密特，同時，亦告訴施密特自己的個性由他自己決定而非關膚色。尼克表面對與安琪開放的關係感到隨意，但實則相當介意，同時，潔絲亦了解到她不必過度擔心自己與山姆的關係，因為世上沒有一人的戀情是絕對完美的。 客串：大衛·瓦爾頓 飾演 山姆、奧利維亞·穆恩 飾演 安琪 |             |                                 |                   |                                                  |                |           |                       |
| 37 | 13          | 父親的愛 A Father's Love        | 傑克·卡斯丹       | 柏克里·強森 賈許·梅爾穆                          | 2013年1月15日  | 2ATM13    | 3.65                  |
| 尼克的父親華特突然造訪，這讓尼克相當困擾。施密特得知西西有了相親對象後，跟蹤西西，卻巧遇羅比，於是兩人決定攜手合作好奪回西西。潔絲相信華特對尼克的父愛，殊不知，華特只是利用了潔絲對尼克的關心，好從潔斯那獲得「金錢投資」。 客串：尼爾森·富蘭克林 飾演 羅比、帕夏·D·林奇尼科夫 飾演 買家#1、伊沃·南迪 飾演 買家#2、丹尼斯·法瑞那 飾演 華特·米勒 |             |                                 |                   |                                                  |                |           |                       |
| 38 | 14          | 安全關鍵詞 Pepperhood           | 琳恩·薛爾頓       | 尼克·亞當斯                                      | 2013年1月22日  | 2ATM14    | 4.05                  |
| 尼克懷疑潔絲的成人寫作班上的一名學生艾德加可能是殺人魔，因此他決定暗中調查，這讓潔絲感到荒唐。溫斯頓意外得知室友們在背後討論他糗事的安全關鍵詞，這掀起公寓室友們對各自被說嘴的事件的好奇心。尼克計畫潛入艾德加的房子，而潔絲為確保一切都在掌控之中而跟隨尼克，結果他們卻鬧出了一系列的荒唐糗事。 客串：奈特·柯德瑞 飾演 艾德加、馬塞洛·圖伯特 飾演 馬丁 |             |                                 |                   |                                                  |                |           |                       |
| 39 | 15          | 掃把星 Cooler                   | 馬克斯·溫克勒     | 瑞貝卡·愛多曼                                    | 2013年1月29日  | 2ATM15    | 4.74                  |
| 施密特等人打算外出狂歡，而尼克認為潔絲是他認識女生的掃把星，因此不准潔絲跟隨。溫斯頓因許久未重返情場而開始膽卻，無法在美女的面前自在的說話，而在酒吧認識溫斯頓的黛西決定幫助溫斯頓。尼克與施密特共同看上了荷莉，並爭風吃醋的想奪得荷莉的芳心。潔絲獨自在家，卻懷疑門外有可疑人物，因此她緊急呼叫了尼克、西西與山姆歸來救援。尼克等人回家後，大家開始玩起遊戲，結果潔絲與尼克受到了舌吻的懲罰，這讓兩人不知所措。西西帶著男友許弗朗來到潔絲家，然而施密特要求西西配合自己欺騙荷莉，好得以擄獲荷莉的芳心，但此舉卻影響了西西與許弗朗的關係。尼克無法親吻潔絲，因此他爬出窗外，此舉嚇著了眾人才結束這場鬧劇。夜裡，潔絲再次聽見門外的刮門聲，在尼克察看後才發現原來是鄰居的狗，而後尼克順著氣氛親吻了潔絲，這讓潔絲驚魂未定。 客串：布魯克林·戴可兒 飾演 荷莉、布蘭達·宋 飾演 黛西、薩提亞·巴巴 飾演 許弗朗、安德莉·佛穆蘭 飾演 貝絲、大衛·瓦爾頓 飾演 山姆 |             |                                 |                   |                                                  |                |           |                       |
| 40 | 16          | 34號桌 Table 34                 | 翠瑞斯瑞曼·雪比羅 | 大衛·艾瑟森                                      | 2013年2月5日   | 2ATM16    | 4.83                  |
| 在意外之吻後，潔絲和尼克陷入尷尬的處境，而潔絲對尼克感到極度的憤怒，並向西西發洩了自己的不滿情緒。施密特仍在為追回西西而努力，因此他決定參加西西準備前往的印度相親活動。潔絲和尼克在相親活動上相遇，而潔絲認為那一吻肯定對尼克有某種意義，而在尼克否認的同時，尼克亦要潔絲對那一吻的含意有所表態。參加相親活動的男女們被依履歷分桌，而西西與尼克被分至34號桌，這讓西西無法接受，而會上的男士們亦對西西戴上有色眼光。西西意識到自己與尼克的共通點就是兩人皆未透過徹底的思考便衝動行事，這讓尼克有所省悟，同時，山姆在得知尼克吻了潔絲後，這使他感到受傷而決定與潔絲分手。面對傷心的潔絲，尼克試圖安慰她，同時，潔絲亦重新檢視了自己與山姆的戀情，而久未激情的西西再次和施密特發生了關係。 客串：米拉·賽翰 飾演 亞努、安迪·加拉 飾演 拉吉夫、大衛·瓦爾頓 飾演 山姆 |             |                                 |                   |                                                  |                |           |                       |
| 41 | 17          | 停車格 Parking Spot             | 弗瑞德·賈斯       | 瑞貝卡·愛托曼                                    | 2013年2月19日  | 2ATM17    | 4.31                  |
| 施密特發現停車場有個無人知曉的停車格，這讓潔絲等四人掀起了搶停車位之爭。溫斯頓終於和黛西喬好恩愛的時間，結果溫斯頓卻忘記帶保險套，導致性事延誤。潔絲和施密特都為奪得停車位而討好尼克，然而施密特卻意外發現潔絲和尼克之間不尋常的氣氛，進而以兩人接吻一事推使尼克將車位判給他，這讓潔絲相當不悅。受不了的尼克決定搶先停走停車位，這讓潔絲、尼克與施密特等三人掀起奪車位大戰。尼克後悔吻了潔絲的後果，而施密特拿出當初私下與尼克及教練簽署的“無曖昧條約”，並認為自己與潔絲接吻可以結束室友間的尷尬情況，結果卻弄巧成拙。 客串：布蘭達·宋 飾演 黛西、薩提亞·巴巴 飾演 許弗朗、史提夫·阿吉 飾演 流浪戴夫 |             |                                 |                   |                                                  |                |           |                       |
| 42 | 18          | 十周年紀念 TinFinity            | 馬克斯·溫克勒     | 金·羅森史塔克 賈許·梅爾穆                        | 2013年2月26日  | 2ATM18    | 4.29                  |
| 尼克與施密特的室友關係正式邁入第十周年，於是施密特決定舉辦派對來慶祝，而尼克打算參與派對的策劃。西西發覺潔絲似乎非常在意尼克，因此建議潔絲重返情場。溫斯頓認識了知名球員賈克斯，於是潔絲決定擄獲賈克斯的心，這讓溫斯頓相當驚恐而和潔絲互爭賈克斯。尼克發現施密特和自己的友情從一開始同甘共苦的平等關係，漸漸變成施密特高高在上的不對等關係，這使尼克相當失望。在兩家都同意雙方交往後，許弗朗正式向西西求婚，而西西在眾人的歡呼下，答應了許弗朗，這讓施密特看清西西最終牽手的人並不是自己。 客串：尼爾森·富蘭克林 飾演 羅比、薩提亞·巴巴 飾演 許弗朗、史蒂夫·豪威 飾演 賈克斯·麥可塔維許 |             |                                 |                   |                                                  |                |           |                       |
| 43 | 19          | 吸引力 Quick Hardening Caulk    | 蘿倫·絲卡法莉亞   | 故事 ：布雷特·貝爾 ＆ 戴夫·芬克爾 劇本 ：萊恩·許 | 2013年3月19日  | 2ATM19    | 4.26                  |
| 尼克對潔絲的吸引力越來越強，這讓潔絲相當苦惱。施密特仍沉浸在與西西沒有結果的悲傷中，並將此情寄託於獅子魚上。潔絲在陪同尼克購物時，意外受了傷，並在服用止痛藥後，開始向尼克發春，這讓尼克不知所措。施密特與溫斯頓決定到海邊捕撈獅子魚，結果施密特卻意外被水母螫傷，而在西西前往醫院探病時，溫斯頓向西西表示希望她可以給予施密特一些療情傷的空間，而施密特亦決定放下寄情於獅子魚的執著。潔絲發現尼克與酒吧新經理雪恩的激情關係後感到失望，而尼克亦開始在意起潔絲，就在兩人爭吵的同時，潔絲坦承了對尼克的慾望，並激烈的吻了彼此。 客串：奧黛特·安納布爾 飾演 雪恩、克里斯托福·杰赫曼 飾演 水族館導覽員 |             |                                 |                   |                                                  |                |           |                       |
| 44 | 20          | 芝加哥 Chicago                  | 傑克·卡斯丹       | 拉夫·羅克                                        | 2013年3月26日  | 2ATM20    | 4.19                  |
| 尼克接到父親華特過世的消息，於是潔絲一行人陪同尼克回到芝加哥處理華特的後事。在米勒一家中，尼克是承擔所有責任的一人，這與尼克過往於潔絲等人眼中的他有所不同。邦妮對潔絲有所戒心，而尼克亦無法放下對華特的不滿，因此尼克將撰寫弔詞的工作交給了潔絲，這讓潔絲相當苦惱。面對家中沉重的責任，尼克受不了而爆炸並到酒吧買醉，面對此景的潔絲，不得不出面幫忙尼克順利的完成華特的“貓王風”告別式。 未登場：漢娜·席夢 飾演 西西 客串：玛戈·马丁代尔 飾演 邦妮、艾倫·艾兒博蒂妮·道 飾演 露絲阿姨、艾瑞克·艾道史坦 飾演 貓王、威廉·弗雷戴歷·伯爾 飾演 鮑比、尼克·克羅爾 飾演 傑米 |             |                                 |                   |                                                  |                |           |                       |
| 45 | 21          | 第一次約會 First Date           | 琳恩·薛爾頓       | J·J·菲爾濱 柏克里·強森                           | 2013年4月2日   | 2ATM22    | 4.77                  |
| 潔絲與尼克的關係曖昧不明，尼克甚至還將手放在潔絲的胸部上，這讓兩人的關係更加模糊不清。尼克在川恩的建議下，決定約潔絲一同共餐，然而尼克卻不願向潔絲承認這是個約會。施密特與溫斯頓意識到尼克的約會對象即為潔絲，這讓兩人相當緊張，深怕會失去潤滑兩人關係的尼克。潔絲和尼克的晚餐極為尷尬，此時，兩人巧遇了羅素，並試圖向羅素證明兩人並非約會關係。施密特與溫斯頓打算破壞潔絲與尼克的約會，於是兩人請來流浪戴夫卻事與願違，不過兩人最終卻發現彼此其實已經不再需要尼克，因為他們已在不知不覺中成為了摯友。在羅素的提點下，潔絲和尼克意識到彼此仍對與對方的關係界定感到模糊，於是兩人決定保持距離，以維持室友兼好友的關係。 客串：史提夫·阿吉 飾演 流浪戴夫、布萊恩·斯塔克 飾演 警察、德莫·麥隆尼 飾演 羅素·席勒 |             |                                 |                   |                                                  |                |           |                       |
| 46 | 22          | 單身女子派對 Bachelorette Party | 馬特·桑恩         | 凱·卡農 蘇菲亞·里爾                              | 2013年4月9日   | 2ATM21    | 4.09                  |
| 西西寄了喜帖給潔絲等人，而潔絲決定替西西舉辦其夢寐以求許久的單身女子派對，至於施密特則為其不得攜伴一事感到生氣。施密特決定從過往與自己有過關係的女子中，找尋願意與自己展開認真交往關係的人，好出席西西的婚禮，但施密特卻全遭到拒絕。潔絲找來好友與西西的模特兒朋友們給予西西驚喜，結果西西卻礙於許弗朗的阿姨安姬塔在場，而打算隱藏自己內心的野性，這讓她與潔絲因此產生爭吵。施密特在尼克與溫斯頓的提醒下，想到唯一與自己有過認真關係的人，是大學時期的女友伊莉莎白，因此施密特決定挽回伊莉莎白，但伊莉莎白卻對施密特在成功瘦身後的自私耿耿於懷而拒絕了施密特。西西因尚不了解許弗朗而對婚事感到些許的害怕，因此潔絲要尼克與溫斯頓拍下許弗朗的下體照，藉此讓西西安心，而經歷印度傳統婚姻的安姬塔亦了解西西的心情。在得知西西內心的恐懼後，許弗朗安撫了西西，而施密特亦決定為自己在經營感情關係時的自私，向西西與伊莉莎白道歉。 客串：梅里特·韦弗 飾演 伊莉莎白、薩提亞·巴巴 飾演 許弗朗、瓊恩·黛安·拉斐爾 飾演 莎蒂、蘿瑪·邱嘉尼 飾演 安姬塔、蕾貝卡·里德 飾演 娜蒂雅 |             |                                 |                   |                                                  |                |           |                       |
| 47 | 23          | 回憶第一次 Virgins              | 亞利克·柏格       | 伊莉莎白·梅莉薇瑟                                | 2013年4月30日  | 2ATM23    | 3.57                  |
| 在得知潔絲將與其第一次對象泰迪見面後，尼克開始感到吃味，而大夥們亦回憶起各自的第一次。潔絲打算將第一次交給舞會對象，但卻因脫不下裙子而作罷，沮喪的她在走廊上巧遇了帥氣的吉他男子，卻再度因舞會對象受刀傷而不了了之。西西打算順其自然的終結處女身分，而在舞會當晚，西西巧遇上了米克·傑格，並與其經歷了美好的初夜。大學時期的施密特仍是個單純的處男，而他的第一次，是與伊莉莎白共同摸索經歷。尼克與溫斯頓在一次跟隨華特出差時，華特找來兩名妓女為兩人破處，然而尼克卻無法輕易的將自己的第一次交給奧多普希，至於溫斯頓則一直深信米絲蒂芮雅並非妓女。潔絲初到洛杉磯暫住於西西家時，尚保持純潔之身，然而她卻在酒吧巧遇舞會當晚的吉他帥哥，於是兩人決定來到公園發生關係，結果男子因服用抗抑鬱藥而一直未能勃起，同時還因此正視自己是個男同性戀者，兩人甚至還卡在遊樂設施直到天亮，而公園旁更發生了行刺兇案，最後，在潔絲成功脫困後，與消防員泰迪看對眼並將自己的第一次獻給了泰迪。在結束回憶各自的第一次後，大夥們紛紛外出赴約，而在潔絲準備前往與泰迪見面時，尼克決定不再遲疑，並攔住潔絲，與潔絲發生了關係。 客串：丹尼斯·法瑞那 飾演 華特、梅里特·韦弗 飾演 伊莉莎白、薩提亞·巴巴 飾演 許弗朗、布蘭達·宋 飾演 黛西、勞倫·維德曼 飾演 米絲蒂芮雅、卡拉·瑞娜塔 飾演 奧多普希、狄倫·歐布萊恩 飾演 男子、強尼·彭伯頓 飾演 舞會伴侶、約瑟夫·卡爾普 飾演 米克·傑格 |             |                                 |                   |                                                  |                |           |                       |
| 48 | 24          | 溫斯頓的生日 Winston's Birthday | 馬克斯·溫克勒     | 布雷特·貝爾 戴夫·芬克爾                          | 2013年5月7日   | 2ATM24    | 3.94                  |
| 尼克打算為潔絲準備早餐，結果鮑伯卻突然造訪，這讓潔絲與尼克相當驚恐。伊莉莎白來到公司找施密特，而施密特的同事吉兒對伊莉莎白的嘲笑，讓施密特左右為難，使得伊莉莎白對施密特失望透頂。姵格將潔絲騙到柯立芝中學，好幫她代課，但潔絲卻同時要為西西的婚事操煩，亦害怕讓尼克與父親鮑伯獨處。尼克與鮑伯相處融洽，而尼克決定將自己與潔絲的情事告訴鮑伯，結果鮑伯卻與尼克翻臉。西西在睡午覺時，不小心將身上的紋身弄到臉上，這讓她驚慌失措，於是潔絲找來許弗朗安撫西西。施密特穿著大學時期伊莉莎白買給自己的衣服，試圖挽回並打動伊莉莎白，而伊莉莎白也原諒了施密特。鮑伯表示他了解尼克的個性，因為尼克就像自己，而在經歷過不完美的婚姻後，他認為毫無目標的尼克只會傷害潔絲，但潔絲認為自己的感情問題應該由自己去面對。最後，大家都忘了今天是溫斯頓的生日，但卻意外地為溫斯頓的生日畫下完美的句點。 客串：梅里特·韦弗 飾演 伊莉莎白、柯蒂斯·阿姆斯壯 飾演 福斯特博士、瑪麗·萊恩·萊傑斯庫 飾演 姵格、薩提亞·巴巴 飾演 許弗朗、莫琳·塞巴斯蒂安 飾演 吉兒、羅伯·雷納 飾演 鮑伯·戴伊 |             |                                 |                   |                                                  |                |           |                       |
| 49 | 25          | 艾蓮的大日子 Elaine's Big Day   | 傑克·卡斯丹       | 克里斯欽·梅戈海茲 鮑伯·斯諾                      | 2013年5月14日  | 2ATM25    | 4.06                  |
| 西西的大日子來臨，一行人前往參加西西的婚禮，然而施密特卻發現西西似乎並不想結婚。施密特打算破壞西西的婚禮，而尼克知道潔絲相當看重這場婚禮，而不願加入施密特的計畫。潔絲發現施密特開始搞破壞後，誤會尼克亦參與其中，這讓尼克相當失望，因此決定加入施密特的行列。施密特發現惡作劇似乎一發不可收拾，因此緊急向潔絲求救，而潔絲在得知自己先前誤會了尼克後，決定向尼克道歉。尼克認為潔絲應該接受他的本性，而潔絲亦承認自己曾對兩人的關係感到遲疑。在潔絲、尼克與獾不小心從通風道墜落後，西西的婚禮陷入混亂，在婚禮準備進行下去時，西西坦承自己並不想要這樣的婚姻，而許弗朗亦與西西有所同感，並向自己深愛的艾蓮告白，隨後，許弗朗與艾蓮便展開私奔。施密特夾在西西與伊莉莎白之間左右為難，在兩人要求施密特做出抉擇時，施密特選擇逃避。尼克沒有把握能與潔絲有個美好的結局，因此和潔絲分手，但在溫斯頓的提點下，尼克了解到自己其實是有機會緊握住潔絲的雙手。 客串：泰勒·斯威夫特 飾演 艾蓮、梅里特·韦弗 飾演 伊莉莎白、薩提亞·巴巴 飾演 許弗朗、阿賈伊·梅塔 飾演 牧師、羅伯·雷納 飾演 鮑伯·戴伊 |             |                                 |                   |                                                  |                |           |                       |

## 收視率
| 總集數 | 集數 | 標題             | 播出日期       | 收視／份額 （18–49歲） | 收視 （百萬） | DVR （18–49歲） | DVR收視 （百萬） | 加總 （18–49歲） | 總收視 （百萬） |
| ------ | ---- | ---------------- | -------------- | ---------------------- | ------------- | --------------- | ---------------- | ---------------- | --------------- |
| 25     | 1    | 重新啟動（Re-Launch）     | 2012年9月25日  | 2.8/9                  | 5.35          | TBD             | TBD              | TBD              | TBD             |
| 26     | 2    | 凱蒂（Katie）         | 2012年9月25日  | 2.8/7                  | 5.18          | TBD             | TBD              | TBD              | TBD             |
| 27     | 3    | 親密？關係！（Fluffer） | 2012年10月2日  | 2.8/7                  | 4.99          | TBD             | TBD              | TBD              | TBD             |
| 28     | 4    | 新鄰居報到（Neighbors）   | 2012年10月9日  | 2.7/7                  | 4.94          | TBD             | TBD              | TBD              | TBD             |
| 29     | 5    | 代打名模（Models）     | 2012年10月23日 | 2.7/7                  | 5.16          | TBD             | TBD              | TBD              | TBD             |
| 30     | 6    | 萬聖節（Halloween）       | 2012年10月30日 | 2.3/6                  | 4.75          | TBD             | TBD              | TBD              | TBD             |
| 31     | 7    | 脾氣問題（Menzies）     | 2012年11月13日 | 2.2/6                  | 4.35          | 1.6             | 2.60             | 3.8              | 6.95            |
| 32     | 8    | 感恩節大餐（Parents）   | 2012年11月20日 | 2.0/5                  | 4.11          | 1.5             | 2.54             | 3.5              | 6.65            |
| 33     | 9    | 卵子健康（Eggs）     | 2012年11月27日 | 2.3/6                  | 4.12          | 1.4             | 2.51             | 3.7              | 6.62            |
| 34     | 10   | 浴缸（Bathtub）         | 2012年12月4日  | 2.0/5                  | 4.10          | 1.5             | 2.40             | 3.5              | 6.50            |
| 35     | 11   | 聖誕老公公（Santa）   | 2012年12月11日 | 2.0/5                  | 4.18          | 1.6             | 2.53             | 3.6              | 6.70            |
| 36     | 12   | 小木屋（Cabin）       | 2013年1月8日   | 2.1/5                  | 3.78          | 1.5             | 2.47             | 3.5              | 6.24            |
| 37     | 13   | 父親的愛（A Father's Love）     | 2013年1月15日  | 1.9/5                  | 3.65          | 1.4             | 2.22             | 3.3              | 5.86            |
| 38     | 14   | 安全關鍵詞（Pepperhood）   | 2013年1月22日  | 2.2/5                  | 4.05          | 1.5             | 2.48             | 3.7              | 6.53            |
| 39     | 15   | 掃把星（Cooler）       | 2013年1月29日  | 2.6/7                  | 4.74          | 1.5             | 2.41             | 4.1              | 7.14            |
| 40     | 16   | 34號桌（Table 34）       | 2013年2月5日   | 2.6/7                  | 4.83          | 1.5             | 2.44             | 4.1              | 7.27            |
| 41     | 17   | 停車格（Parking Spot）       | 2013年2月19日  | 2.2/6                  | 4.31          | 1.4             | 2.11             | 3.6              | 6.43            |
| 42     | 18   | 十周年紀念（TinFinity）   | 2013年2月26日  | 2.3/6                  | 4.29          | 1.3             | 2.21             | 3.6              | 6.50            |
| 43     | 19   | 吸引力（Quick Hardening Caulk）       | 2013年3月19日  | 2.3/6                  | 4.26          | 1.5             | 2.48             | 3.8              | 6.74            |
| 44     | 20   | 芝加哥（Chicago）       | 2013年3月26日  | 2.2/6                  | 4.19          | 1.4             | 2.22             | 3.6              | 6.41            |
| 45     | 21   | 第一次約會（First Date）   | 2013年4月2日   | 2.0/6                  | 4.77          | TBD             | TBD              | TBD              | TBD             |
| 46     | 22   | 單身女子派對（Bachelorette Party） | 2013年4月9日   | 2.2/6                  | 4.09          | 1.2             | 2.05             | 3.4              | 6.14            |
| 47     | 23   | 回憶第一次（Virgins）   | 2013年4月30日  | 2.0/6                  | 3.57          | 1.3             | 2.25             | 3.3              | 5.82            |
| 48     | 24   | 溫斯頓的生日（Winston's Birthday） | 2013年5月7日   | 2.1/6                  | 3.94          | 1.4             | 2.22             | 3.5              | 6.16            |
| 49     | 25   | 艾蓮的大日子（Elaine's Big Day） | 2013年5月14日  | 2.1/6                  | 4.06          | 1.4             | 2.21             | 3.5              | 6.28            |
| 平均   | 平均 | 平均             | 平均           | 2.3                    | 4.31          | 1.4             | 2.36             | 3.7              | 6.67            |

## 評價
本劇獲得電視評論家廣泛的好評。於爛番茄整合的評論中，本季獲得88%新鮮度、8.05/10分（16位評論家），評論家共識：「《俏妞報到》出色的卡司群仍是其最有價值的資產，而主角柔伊·黛絲香奈更深層、更難忘的中心演出使第2季保持水準。」
評論家前十大電視節目排名
- No. 6　Blast（英语：Blast (magazine)）
- No. 10　康特拉科斯塔時報（英语：Contra Costa Times）
- No. 7　Grantland（英语：Grantland）
- No. 7　Paste（英语：Paste (magazine)）
- No. 5　鹽湖城論壇報（英语：The Salt Lake Tribune）
- No. 10　根據雷達（英语：Under the Radar (magazine)）
- –　赫芬頓郵報

## 獎項
| 年度 | 大獎                 | 獎項                                             | 入圍者                                    | 結果 |
| ---- | -------------------- | ------------------------------------------------ | ----------------------------------------- | ---- |
| 2013 | 人民選擇獎           | 最喜愛公共電視網喜劇類影集獎                     | 最喜愛公共電視網喜劇類影集獎              | 提名 |
| 2013 | 人民選擇獎           | 最喜愛喜劇類電視女演員獎                         | 柔伊·黛絲香奈                             | 提名 |
| 2013 | 金球獎               | 最佳電視女演員－音樂及喜劇類                     | 柔伊·黛絲香奈                             | 提名 |
| 2013 | 金球獎               | 最佳男配角－影集、迷你劇集及電視電影類           | 麥斯·格林菲爾德                           | 提名 |
| 2013 | 評論家選擇電視獎     | 最佳喜劇類影集                                   | 最佳喜劇類影集                            | 提名 |
| 2013 | 評論家選擇電視獎     | 喜劇類影集最佳女演員                             | 柔伊·黛絲香奈                             | 提名 |
| 2013 | 評論家選擇電視獎     | 喜劇類影集最佳男演員                             | 傑克·約翰森                               | 提名 |
| 2013 | 評論家選擇電視獎     | 喜劇類影集最佳男配角                             | 麥斯·格林菲爾德                           | 提名 |
| 2013 | 奧提歐斯獎           | 電視影集喜劇類獎                                 | 安雅·克拉夫、邁克爾·尼科洛、潔西卡·蒙克斯 | 提名 |
| 2013 | 青年藝術家獎         | 影集類最佳演出獎－客串演出青年男演員（14－21歲） | 邁克爾·崔伊                               | 提名 |
| 2013 | 青年藝術家獎         | 影集類最佳演出獎－常設青年女演員                 | 蘿倫·黛兒·歐溫斯                          | 提名 |
| 2013 | 青年藝術家獎         | 影集類最佳演出獎－常設青年男演員（10歲以下）     | 史東·艾森曼                               | 提名 |
| 2013 | PAAFTJ電視獎         | 最佳喜劇影集獎                                   | 最佳喜劇影集獎                            | 提名 |
| 2013 | PAAFTJ電視獎         | 喜劇類影集最佳男主角獎                           | 傑克·約翰森                               | 提名 |
| 2013 | PAAFTJ電視獎         | 喜劇類影集最佳女主角獎                           | 柔伊·黛絲香奈                             | 提名 |
| 2013 | PAAFTJ電視獎         | 喜劇類影集最佳編劇獎                             | 伊莉莎白·梅莉薇瑟（集數：回憶第一次）     | 提名 |
| 2013 | 青少年選擇獎         | 電視選擇獎－喜劇類影集                           | 電視選擇獎－喜劇類影集                    | 提名 |
| 2013 | 青少年選擇獎         | 電視選擇獎－喜劇類女演員獎                       | 柔伊·黛絲香奈                             | 提名 |
| 2013 | 青少年選擇獎         | 電視選擇獎－喜劇類男演員獎                       | 傑克·約翰森                               | 提名 |
| 2013 | 青少年選擇獎         | 電視選擇獎－搶眼男演員                           | 麥斯·格林菲爾德                           | 提名 |
| 2013 | 電視評論家協會獎     | 最佳喜劇類成就獎                                 | 最佳喜劇類成就獎                          | 提名 |
| 2013 | 電視評論家協會獎     | 喜劇類個人成就獎                                 | 傑克·約翰森                               | 提名 |
| 2013 | Gold Derby電視獎     | 最佳喜劇類影集男演員獎                           | 傑克·約翰森                               | 獲獎 |
| 2013 | Gold Derby電視獎     | 最佳喜劇類影集女演員獎                           | 柔伊·黛絲香奈                             | 提名 |
| 2013 | Gold Derby電視獎     | 最佳喜劇類影集男配角獎                           | 麥斯·格林菲爾德                           | 提名 |
| 2013 | 在線電影與電視協會獎 | 喜劇類影集最佳男演員獎                           | 傑克·約翰森                               | 提名 |
| 2013 | 在線電影與電視協會獎 | 喜劇類影集最佳女演員獎                           | 柔伊·黛絲香奈                             | 提名 |
| 2013 | 在線電影與電視協會獎 | 喜劇類影集最佳男配角獎                           | 麥斯·格林菲爾德                           | 提名 |
| 2013 | 在線電影與電視協會獎 | 喜劇類影集最佳客串男演員獎                       | 丹尼斯·法瑞那                             | 提名 |
| 2013 | 在線電影與電視協會獎 | 喜劇類影集最佳客串女演員獎                       | 玛戈·马丁代尔                             | 提名 |
| 2013 | 國家電視獎           | 情境喜劇獎                                       | 情境喜劇獎                                | 提名 |
| 2013 | 衛星獎               | 最佳女演員－音樂及喜劇類                         | 柔伊·黛絲香奈                             | 提名 |
| 2013 | 衛星獎               | 最佳男演員－音樂及喜劇類                         | 傑克·約翰森                               | 提名 |
| 2013 | 女性形象網路獎       | 最佳喜劇類影集                                   | 最佳喜劇類影集                            | 提名 |
| 2013 | 女性形象網路獎       | 喜劇類影集最佳女演員獎                           | 柔伊·黛絲香奈                             | 獲獎 |
| 2013 | EWwy Award           | 最佳喜劇類影集獎                                 | 最佳喜劇類影集獎                          | 提名 |
| 2013 | EWwy Award           | 喜劇類影集最佳男演員獎                           | 傑克·約翰森                               | 獲獎 |
| 2013 | EWwy Award           | 喜劇類影集最佳女演員獎                           | 柔伊·黛絲香奈                             | 獲獎 |
| 2013 | EWwy Award           | 喜劇類影集最佳男配角獎                           | 麥斯·格林菲爾德                           | 獲獎 |

## 外部連結
- 官方网站（英文）
- 《《俏妞報到》》各集列表 来自互联网电影数据库